# K͟h
Cette page contient des caractères spéciaux ou non latins. S’ils s’affichent mal (▯, ?, etc.), consultez la page d’aide Unicode.
Pour les articles homonymes, voir KH.
K͟h (minuscule k͟h) est un digramme de l'alphabet latin utilisé dans certaines romanisations. Il est composé de la lettre K et la lettre H avec un double macron souscrit.

## Utilisation
Le k͟h est utilisé dans la romanisation de l’arabe de l’Encyclopédie de l’Islam pour translitérer le k͟hāʾ ‹ خ ›.
Le k͟h est utilisé dans la romanisation ISO 15919 pour translitérer le k͟ha ‹ ख़ › de la dévanagari, ‹ خ › de l’écriture arabe, ‹ খ় › de l’alphasyllabaire bengali, ‹ ਖ਼ › de l’alphasyllabaire gurmukhi, ‹ ખ઼ › de l’alphasyllabaire gujarati.

## Représentation informatique
Il peut être représenter avec le diacritique double macron souscrit ‹ k͟h › ou avec le diacritique trait souscrit ‹ k̲h̲ ›.